# Pârâul Sec, Râul Galben
Pârâul Sec este un curs de apă, afluent al râului Galben. 

## Hărți
- Harta Munților Parâng [nefuncțională – arhivă]